# Kirkja
Kirkja (dánul: Kirke) település Feröer Fugloy nevű szigetén. Közigazgatásilag Fugloy községhez tartozik.

## Földrajz
A falu a sziget délnyugati csúcsán fekszik. Fugloy nyugati, északi és keleti részét meredek sziklafalak (madársziklák) uralják. A sziget déli oldalán alacsonyabb a part, ezért mindkét település ezen az oldalon található. Kirkjából szép kilátás tárul a Fugloyarfjørður fölött Svínoy hegyfokaira.

## Történelem
Első írásos említése az 1350-1400 között írt Kutyalevélben található, de szerepel egy mondában is, amelynek a történelmi alapja az 1400 körüli évekre tehető. A falu jelenlegi temploma 1933-ban épült.

## Népesség
| Év              | Lakosság |
| --------------- | -------- |
| 1986. január 1. | 32       |
| 1991. január 1. | 24       |
| 1996. január 1. | 21       |
| 2001. január 1. | 30       |
| 2006. január 1. | 27       |

## Közlekedés
A szomszédos Hattarvík közúton közelíthető meg: a 4 km hosszú utat az 1980-as években építették ki egy régi gyalogút nyomvonalán. A települést az 58-as komp köti össze Hvannasunddal.